# حزب مرکزی استونی
حزب مرکزی استونی (استونیایی: Eesti Keskerakond) یکی از حزب‌های کشور استونی است که بر پایه سوسیال لیبرالیسم ایجاد شده‌است.
این حزب در سال ۱۹۹۱ میلادی تأسیس شده‌است و مقر آن در شهر تالین است.